# چمپیونشیپ
چَمپیونشیپ بعد از لیگ برتر انگلستان معتبرترین لیگ فوتبال در کشور انگلیس است. این لیگ به دلیل حمایت مالی اسکای بت به اسکای بت چمپیونشیپ نیز شناخته می‌شود. این لیگ توسط ۲۴ تیم برگزار می‌شود. (۲۲ تیم از کشور انگلیس و ۲ تیم از کشور ولز).
هر فصل ۲ تیم بالای جدول به‌طور مستقیم به لیگ برتر فوتبال انگلستان صعود می‌کنند. تیم‌های رده سوم تا ششم جدول نیز به پلی اف می‌روند و تیمی که قهرمان می‌شود نیز به لیگ برتر فوتبال انگلستان صعود می‌کند. سه تیم آخر جدول هم به لیگ یک فوتبال انگلستان سقوط می‌کنند.
تیم برتر چمپیونشیپ جام EFL را دریافت می‌کند. (یعنی همان جام قهرمان دسته اول قبل از آغاز لیگ برتر در سال ۱۹۹۲)
همانند سایر لیگ‌های فوتبال انگلیس باشگاه‌های کشور ولز نیز می‌توانند بخشی از این لیگ باشند. ۲ تیم از این کشور در مسابقات این لیگ شرکت می‌کنند.
باشگاه فوتبال بارنزلی بیشتر از هرتیم دیگری در این لیگ حضور داشته و در ۳ ژانویه ۲۰۱۱ با پیروزی ۲–۱ باشگاه فوتبال کاونتری سیتی در خانه توانست به اولین باشگاهی تبدیل شود که به بیش از ۱۰۰۰ پیروزی در این لیگ به‌دست آورده است. همچنین اولین باشگاهی است که ۳۰۰۰ بازی در این لیگ انجام می‌دهد.
لستر سیتی با ۸ قهرمانی پرافتخارترین تیم این سری از مسابقات به حساب می‌آید.